# Aigua virtual
L'aigua virtual (també coneguda com a aigua oculta) es refereix, en el context del comerç, a l'aigua que es fa servir en la producció d'un bé o un servei. Per exemple cal uns 1.300 metres cúbics d'aigua per produir una tona de blat. Aquest volum d'aigua pot augmentar o disminuir segons les condicions agrícoles i climàtiques. Hoekstra i Chapagain van definir el contingut d'aigua virtual d'un producte com "el volum d'aigua dolça usat per produir el producte, mesurat al lloc on realment es fa el producte". Es refereix a la suma d'aigua que es fa servir en els diversos passos de la cadena productiva. Tanmateix el càlcul de l'aigua virtual té certes limitacions i errors.
El professor John Anthony Allan del King’s College London i la School of Oriental and African Studies va ser el creador del concepte d'aigua virtual, i per això va rebre el 2008 el premi Stockholm Water. Segons els que van concedir aquest premi el concepte d'aigua virtual explica que estats com els Estats Units, Argentina i Brasil ‘exporten' milers de milions de litres d'aigua cada any, mentre altres com Japó, Egipte i Itàlia n'‘importen' milers de milions, el concepte d'aigua virtual obre la porta a usos més productius de l'aigua

## Aigua virtual en diversos productes
Si per produir blat cal 1.000 L d'aigua per a carn de boví en cal 15 vegades més:
- La producció d'1 kg de blat costa 1.300 L d'aigua
- La producció d'1 kg ous costa 3.300 L d'aigua
- La producció d'1 kg d'arròs costa 3.400 L d'aigua
- La producció d'1 kg de carn de boví costa 15.500 L d'aigua
- Una samarreta de cotó (de mida mitjana, 500 grams) conté 4.100 litres d'aigua
- Un automòbil que pesi 1.100 kg necessita per a ser prodüit 400.000 litres d'aigua.[5]
- Construir una casa necessita uns 6 milions de litres d'aigua.[6]